# Copa da Liga Escocesa 1967–68
A Copa da Liga Escocesa de 1967-68 foi a 22º edição do segundo mais importante torneio eliminatório do futebol da Escócia. O campeão foi o Celtic F.C., que conquistou seu 5º título na história da competição ao vencer a final contra o Dundee F.C., pelo placar de 5 a 3.

## Premiação
| Copa da Liga Escocesa de 1967-68 |
| Escócia                          |
| -------------------------------- |
| Celtic F.C. Campeão (5º título)  |